# Club General Bernardino Caballero
El Club General Bernardino Caballero de Campo Grande, conocido como General Caballero CG, es un equipo de fútbol de Paraguay con sede en el barrio Palma Loma de la ciudad de Luque. Fundado un 10 de febrero de 1948. Milita en la Primera División C, cuarta y última categoría del fútbol paraguayo. Actúa de local en el estadio 26 de Febrero que tiene una capacidad aproximada de 1000 espectadores sentados.

## Historia
El club fue fundado en la ciudad de Luque en 1948.  El nombre del club es en honor de Bernardino Caballero.
En sus inicios estaba afiliado a la Liga Luqueña de Fútbol perteneciente a la U.F.I. y participaba de los campeonatos de esa liga regional, en donde se consagró campeón en 4 oportunidades, hasta que en el año 1977 se afilia a la Asociación Paraguaya de Fútbol en ese entonces llamado Liga Paraguaya de Fútbol y se incorporó a la  última categoría de esa entidad la Segunda de Ascenso o tercera división.
El club figura en el libro Guinness de los récords por un partido jugado el 1 de junio de 1993 ante el club Ameliano, en el que el árbitro William Weiler expulsó a 20 jugadores (mayor cantidad de tarjetas rojas en un partido en ese entonces). El encuentro era por el campeonato de la Segunda de Ascenso, cuando esa categoría era la tercera y última categoría del fútbol paraguayo.
Su primer campeonato lo obtuvo en la temporada de 1994, con lo que logró su ascenso a la Primera de Ascenso, segunda categoría del fútbol paraguayo en ese entonces hasta la creación de la División Intermedia en 1997. A la creación de la División Intermedia en 1997 fue uno de los clubes que permaneció en la Segunda División. Pero en años posteriores descendió a la Primera B.
En la temporada 2005 descendió a la Primera C o cuarta y última categoría. Participó en esta categoría hasta que en el año 2010 se proclamó subcampeón de la Primera C y así obtuvo su ascenso a la Primera B.
Se mantuvo en la Primera B en las temporadas 2011, 2012, hasta que finalmente volvió a descender en la temporada 2013.
En la temporada 2014 obtuvo de nuevo el subcampeonato de la Primera C y su ascenso a la Primera B.
En la temporada 2015, en su retorno a la Primera B el club tuvo una floja campaña y en la fecha 24 (a falta de 2 fechas para la conclusión del campeonato) volvió a concretarse su descenso a la Primera C.
En la temporada 2016, en la Primera C (cuarta y última categoría), el club volvió a tener una mala campaña y terminó en el último puesto de la tabla de posiciones y del promedio. Al ser la última categoría del fútbol paraguayo el castigo al equipo con peor campaña es la desprogramación por una temporada, pero finalmente se decidió no aplicar el castigo al club.
En las temporadas 2017, 2018 y 2019 el club tuvo discretas participaciones. El torneo de 2020 no llegó a disputarse.

## Palmarés

### Campeonatos nacionales
- Tercera División (1): 1994[12]
  - Subcampeón (2): 2001, 2002.
- Cuarta División (0):
  - Subcampeón (2): 2010,[13] 2014.

### Campeonatos regionales
- Liga Luqueña (4): 1971, 1972, 1974, 1975.